# 国际拜占庭学研究会
国际拜占庭学研究会（法語：Association Internationale des Études Byzantines，AIEB）创立于1948年，是一个旨在联通各国拜占庭研究成员团体的国际协调机构，源于国际拜占庭研究大会。

## 历史
为拜占庭研究设立国际组织的想法源于罗马尼亚史学家尼古拉·约尔加在1921年在布鲁塞尔举行的第五届国际历史科学大会（Ve Congrès International des Sciences Historiques）上提议组织一次专门讨论拜占庭研究的特别大会，随后大会在布加勒斯特召开，共有来自14个国家的60人参加，得到了一致的认可，此后规定每三年举行一次大会，中间由于第二次世界大战而中断，1961年后改为五年举办一次。1934年弗朗茨·多尔格在索菲亚举行的第四次大会上提议设立常设委员会来执行大会的决议，但由于二战的影响，AIEB直到1948年7月在巴黎举行的大会及同年8月在布鲁塞尔的大会上才成立，其章程于1961年修改，2006年的第22次大会再次进行了修改。

## 活动
AIEB的成员有各国的国家委员会，并由各国委员会产生国际局。AIEB的目的是在各个领域推进拜占庭研究，其最重要的作用是组织国际拜占庭研究大会。另外，其下设有《拜占庭史料大全》项目委员会、希腊与拜占庭铭文委员会、发展委员会、拜占庭艺术史委员会、拜占庭历史地理和空间分析委员会、拜占庭考古委员会、拜占庭铅印委员会等机构。1964-2003年，协会组织了《信息通讯与协调》（Bulletin d'information et de coordination），后被网络信息网站取代。2017年，协会每月发布《通讯》（Newsletter），发布与拜占庭研究有关的信息。
AIEB还是国际历史科学协会（CISH）和国际古典研究协会联合会（FIEC）的成员。

## 历届领导
历届主席及荣誉主席如下：
- 1949-1961: 亨利·格雷瓜尔（英语：Henri Grégoire (historian)）（主席）；加布里埃尔·米勒（英语：Gabriel Millet）（荣誉主席）

- 1961-1966: 保罗·勒莫尔（英语：Paul Lemerle） （主席）; 亨利·格雷瓜尔（英语：Henri Grégoire (historian)）、弗朗茨·多尔格（英语：Franz Dölger）、乔治·奥斯特洛格尔斯基（荣誉主席）
- 1966-1971: 保罗·勒莫尔（英语：Paul Lemerle） （主席）; 弗朗茨·多尔格（英语：Franz Dölger）, 乔治·奥斯特洛格尔斯基、安德烈·格拉巴尔（英语：André Grabar）、维克多·拉扎列夫（英语：Viktor Lazarev）（荣誉主席）
- 1971-1976: 狄奥尼索斯·扎基西诺斯（英语：Dionysios Zakythinos） （主席）; 安德烈·格拉巴尔（英语：André Grabar）、保罗·勒莫尔（英语：Paul Lemerle）、乔治·奥斯特洛格尔斯基 （荣誉主席）
- 1976-1986: 赫伯特·亨格尔（英语：Herbert Hunger） （主席）; 安德烈·格拉巴尔（英语：André Grabar）、保罗·勒莫尔（英语：Paul Lemerle）、布鲁诺·拉瓦尼尼（義大利語：Bruno Lavagnini）、阿纳斯塔修斯·奥尔兰多斯（英语：Anastasios Orlandos）、乔治·奥斯特洛格尔斯基, 史蒂文·朗西曼、安德烈阿斯·克辛哥普罗斯、狄奥尼索斯·扎基西诺斯（英语：Dionysios Zakythinos）（荣誉主席）
- 1986-1991: 伊戈尔·舍甫琴科（英语：Ihor Ševčenko） （主席）; 海伦·阿尔韦勒尔（英语：Helene Ahrweiler）、安德烈·格拉巴尔（英语：André Grabar）、赫伯特·亨格尔（英语：Herbert Hunger）、布鲁诺·拉瓦尼尼（義大利語：Bruno Lavagnini）、保罗·勒莫尔（英语：Paul Lemerle）、史蒂文·朗西曼、狄奥尼索斯·扎基西诺斯（英语：Dionysios Zakythinos） （荣誉主席）
- 1991-1996: 伊戈尔·舍甫琴科（英语：Ihor Ševčenko） （主席）; 海伦·阿尔韦勒尔（英语：Helene Ahrweiler）、汉斯·格雷尔格·贝克（英语：Hans Georg Beck）、赫伯特·亨格尔（英语：Herbert Hunger）、布鲁诺·拉瓦尼尼（義大利語：Bruno Lavagnini）、史蒂文·朗西曼、狄奥尼索斯·扎基西诺斯（英语：Dionysios Zakythinos）（荣誉主席）
- 1996-2001: 吉尔贝·达格龙（英语：Gilbert Dagron）（主席）；海伦·阿尔韦勒尔（英语：Helene Ahrweiler）、赫伯特·亨格尔（英语：Herbert Hunger）, 迪米特里·奥博连斯基（英语：Dimitri Obolensky）、史蒂文·朗西曼、伊戈尔·舍甫琴科（英语：Ihor Ševčenko） （荣誉主席）
- 2001-2006: 彼得·施赖纳（德语：Peter_Schreiner_(Byzantinist)）（主席）；海伦·阿尔韦勒尔（英语：Helene Ahrweiler）、吉尔贝·达格龙（英语：Gilbert Dagron）、西里尔·曼戈、迪米特里·奥博连斯基（英语：Dimitri Obolensky）、伊戈尔·舍甫琴科（英语：Ihor Ševčenko）（荣誉主席）
- 2006-2011: 彼得·施赖纳（德语：Peter_Schreiner_(Byzantinist)）（主席）；海伦·阿尔韦勒尔（英语：Helene Ahrweiler）、吉尔贝·达格龙（英语：Gilbert Dagron）、西里尔·曼戈、迪米特里·奥博连斯基（英语：Dimitri Obolensky）、伊戈尔·舍甫琴科（英语：Ihor Ševčenko）（荣誉主席）
- 2011-2016: 约翰·科德尔（德语：Johannes Koder）（主席）；约翰·哈尔顿（递补主席）；海伦·阿尔韦勒尔（英语：Helene Ahrweiler）、西里尔·曼戈 （荣誉主席）
- 2016-2022: 约翰·哈尔顿（主席）; 胡安·西涅斯·科多涅尔（西班牙语：Juan_Signes_Codoñer）（递补主席）；海伦·阿尔韦勒尔（英语：Helene Ahrweiler）、西里尔·曼戈（荣誉主席）
- 2022-：安东尼奥·里戈（Antonio Rigo，主席）；安德烈·蒂莫廷（Andrei Timotin，递补主席）；海伦·阿尔韦勒尔（英语：Helene Ahrweiler）、西里尔·曼戈（荣誉主席）

## 参与的国家委员会
目前参加AIEB的国家委员会列表如下：
阿尔巴尼亚、阿根廷、亚美尼亚、澳大利亚、奥地利、比利时、保加利亚、加拿大、中国（主席：陈志强）、克罗地亚、塞浦路斯、捷克、丹麦、爱沙尼亚、芬兰、法国、格鲁吉亚、英国、希腊、匈牙利、以色列、意大利、日本、荷兰、北马其顿、挪威、波兰、罗马尼亚、俄罗斯、塞尔维亚、斯洛伐克、西班牙、瑞典、瑞士、土耳其、乌克兰、美国、梵蒂冈

## 历届国际拜占庭研究大会

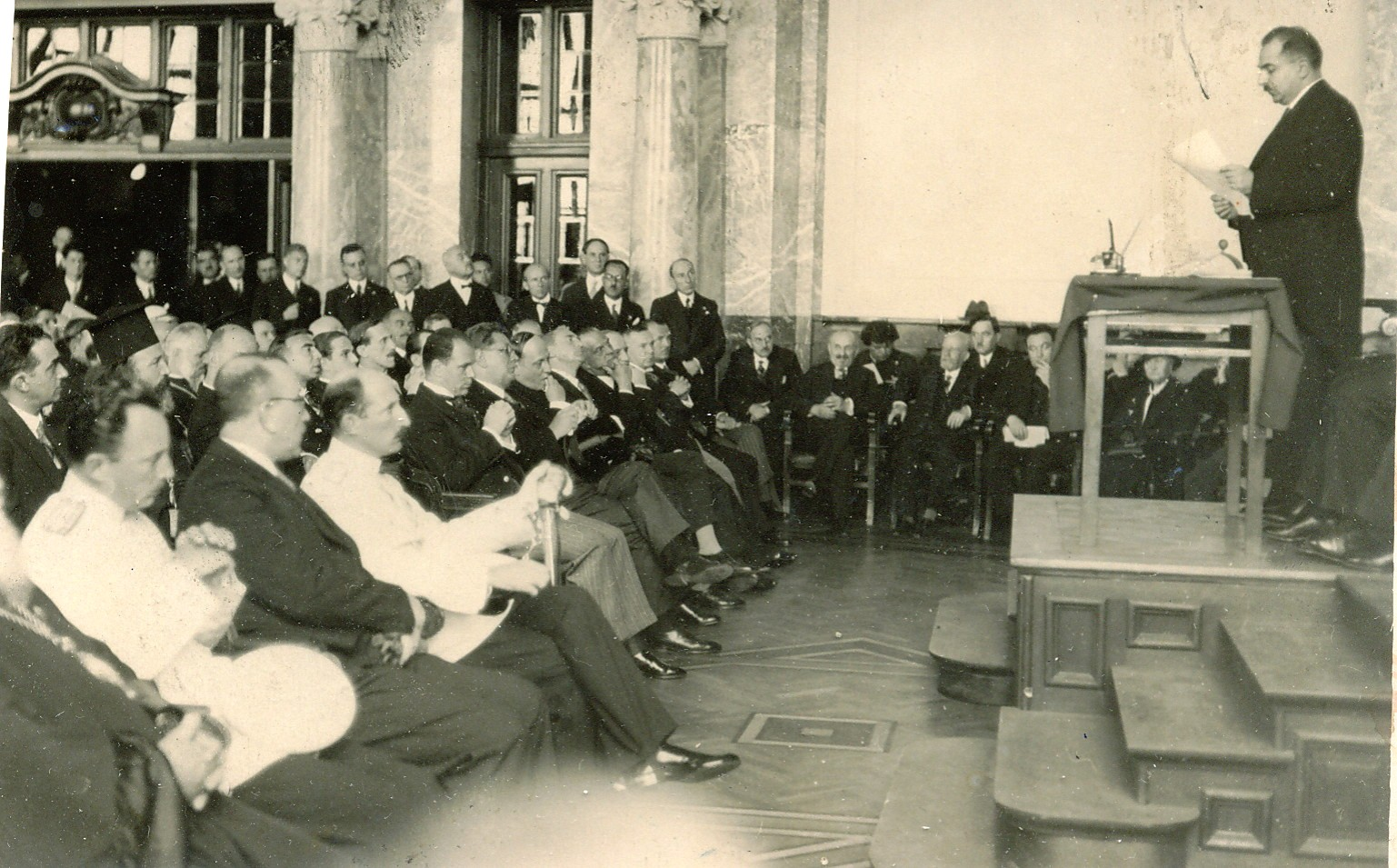
1934年9月9日，第四届拜占庭研究国际大会在索非亚开幕，沙皇鲍里斯三世在场

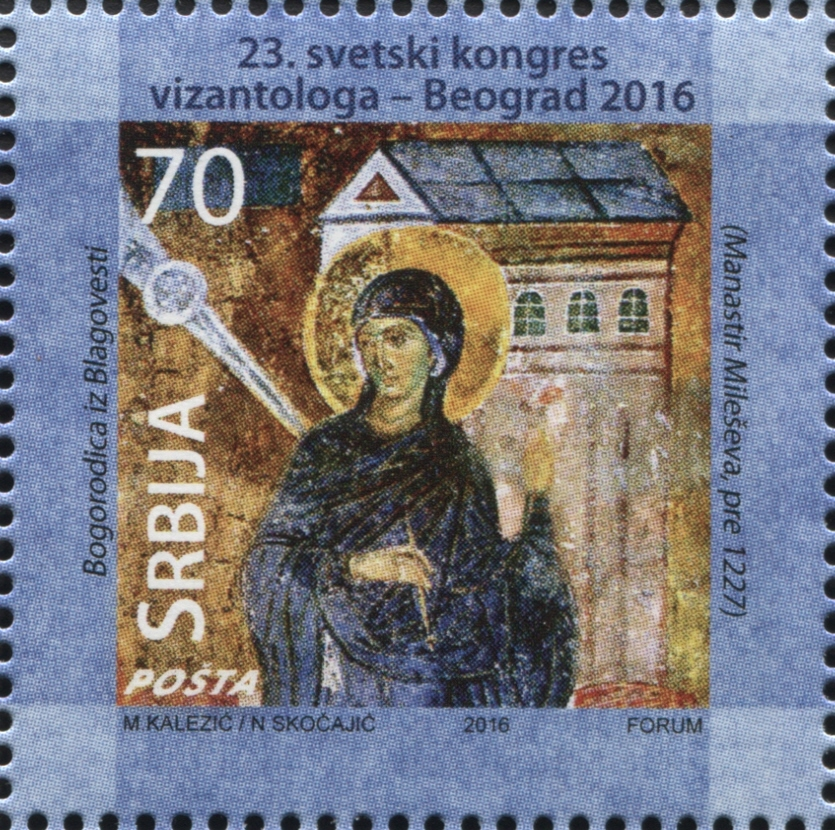
塞尔维亚在贝尔格莱德主办第23届国际拜占庭研究大会期间发行的纪念邮票

请注意，正如上文所述，这一大会召开比成立研究会更早，以下列出各届大会的时间地点：
1. 布加勒斯特，1924年
2. 贝尔格莱德，1927年
3. 雅典，1930年
4. 索菲亚，1934年
5. 罗马，1936年
6. 阿尔及尔，原定在1939年举行，因二战延期到1948年，并改在巴黎举行
7. 布鲁塞尔，1948年
8. 巴勒莫，1951年
9. 塞萨洛尼基，1953年
10. 伊斯坦布尔，1955年
11. 慕尼黑，1958年
12. 奥赫里德，1961年
13. 牛津，1966年
14. 布加勒斯特，1971年
15. 雅典，1976年
16. 维也纳，1981年
17. 华盛顿，1986年
18. 莫斯科，1991年
19. 哥本哈根，1996年
20. 巴黎，2001年
21. 伦敦，2006年
22. 索菲亚，2011年
23. 贝尔格莱德，2016年
24. 原定2021年在伊斯坦布尔举办，因COVID-19影响，改在威尼斯与帕多瓦，2022年